# Shadowrun: Hong Kong
Shadowrun: Hong Kong est un jeu vidéo de type tactical RPG développé et édité par Harebrained Schemes, sorti en 2015 sur Windows, Mac et Linux.
Il fait suite à Shadowrun Returns.

## Accueil
- Jeuxvideo.com : 15/20[1]